# Френк Ајронс
Френсис „Френк“ Кливленд Ајронс (енгл. Frank Irons; Де Мојн, Ајова, 23. март 1886 — Палатин, Илиноис, 19. јун 1942) је био амерички атлетичар, који се такмичио у скакачким дисциплинама, а највише успеха је имао у скоку удаљ.
Био је члан олипијског тима САД на Олимпијским играма 1908. у Лондону и 1912. у Стокхолму.
На Олимпијским играма 1908. учествоао је у четири дисциплине: скок удаљ, троскок, скок удаљ без залета и скок увис без залета. Велики успех је постигао освајање првог места и златне медаљу у скоку удаљ. Скочио је 7, 48 метара, што је био његов лични и олимпијски рекорд. У осталим дисциплинама се пласирао: троскоку био је 16. са резултатом 12,67 м, скоку увис без залета поделио је 8. место резултатом 1,42 м. и
скоку удаљ без залета поделио је од 8. до 25. са непознатим резултатом.
Четири године касније на Олимпијским играма у Стокхолму такмичио се само у скоку удаљ и заузео 9. место са скоком од 6,80 метара.